# Высота (геометрия)

H — высота

Высота в элементарной геометрии — отрезок перпендикуляра, опущенного из вершины геометрической фигуры (например, треугольника, пирамиды, конуса) на её основание или на продолжение основания. Под высотой также подразумевается длина этого отрезка.
Высота трапеции, призмы, цилиндра, шарового слоя, усеченных параллельно основанию — расстояние между верхним и нижним основаниями.

## Высота треугольника
Высота треугольника — отрезок, опущенный из вершины треугольника перпендикулярно противоположной стороне.
Все высоты треугольника (или их продолжения), пересекаются в одной точке, называемой ортоцентром этого треугольника. — Эту теорему легко доказать, используя векторное тождество, справедливое для любых точек A, B, C, E, не обязательно даже лежащих в одной плоскости:
{\displaystyle {\overrightarrow {EA}}\cdot {\overrightarrow {BC}}+{\overrightarrow {EB}}\cdot {\overrightarrow {CA}}+{\overrightarrow {EC}}\cdot {\overrightarrow {AB}}=0}
(Для доказательства следует взять в качестве точки E пересечение двух высот треугольника.)
Площадь треугольника равна половине произведения высоты треугольника на соответствующее основание. Кроме формулы, удобной для расчёта площади, из этого также следует, что длины высот треугольника обратно пропорциональны длинам соответствующих сторон.
Минимальная из высот треугольника обладает многими экстремальными свойствами. Например:
1. Минимальная ортогональная проекция треугольника на прямую, лежащую в плоскости треугольника, имеет длину, равную наименьшей из его высот.
2. Минимальный прямолинейный разрез в плоскости, через который можно протащить несгибаемую треугольную пластину, должен иметь длину, равную наименьшей из высот этой пластины.
3. При непрерывном движении двух точек по периметру треугольника друг навстречу другу, если они встречаются хотя бы дважды, тогда максимальное расстояние между точками во время их движения не может быть меньше длины наименьшей из высот треугольника.